# Colin Minihan
Colin Minihan (Port McNeill, 18 maggio 1985) è un regista e produttore cinematografico canadese.

## Biografia
Nasce a Port McNeill, una cittadina del Canada a nord di Vancouver Island, dove vive fino a 18 anni. A 19 anni vince il Willy Mitchell Class, mentre nel 2009 vince il premio Regista dell'anno.

## Il duo
Nel 1999 conosce Stuart Ortiz su un forum di un sito web che parlava di cinema. Così si uniscono per formare il duo regista The Vicious Brothers.
Scrive molti lungometraggi horror con Ortiz, e così nel 2011 arriva il primo film da registi, appunto horror, ESP - Fenomeni paranormali (Grave Encounters), dirigendolo, sceneggiandolo, assieme a Ortiz, e montandolo.
Nel 2012 lavorano sul sequel ESP² - Fenomeni paranormali.

## Filmografia
- Extraterrestrial (2014)
- Deserto rosso sangue (It Stains the Sands Red) (2016)
- What Keeps You Alive (2018)